# Estudi General de Mitjans
L'Estudi General de Mitjans o EGM és un estudi sobre el consum dels mitjans de comunicació a Espanya realitzat per l'Associació per a la Investigació de Mitjans de comunicació (AIMC). La metodologia usada en l'estudi consisteix en entrevistes personals a les llars de les 43.000 persones enquestades. A més, l'Estudi General de Mitjans permet conèixer el perfil socio-demogràfic del públic de cada mitjà i realitzar previsions d'audiència en la planificació de mitjans de campanyes publicitàries mitjançant l'ús d'aplicacions informàtiques com TOM Micro o Galileu.
Els mitjans controlats pel EGM són:
- Televisió
- Ràdio
- Premsa diària
- Revistes
- Suplements setmanals
- Cinema
- Internet

I des de fa tres onades, també el mitjà exterior. A més del EGM pròpiament dit, l'AIMC realitza dos estudis específics per als mitjans de ràdio i premsa, l'EGM Ràdio XXI i l'EGM Premsa. Aquests dos estudis es realitzen a partir de l'EGM convencional, afegint els resultats de 38.000 enquestes telefòniques per a ràdio i 32.000 per a premsa.

## Naixement i evolució
Té alguns antecedents -a principis dels anys 60- en estudis que alguns anunciants realitzaven amb els instituts d'investigació sobre un o diversos mitjans.
Transcorreguda la meitat de la dècada, tenim un antecedent més precís que és l'estudi que l'Institut ECO de llavors va promocionar entre algunes agències i anunciants. Aquest estudi era propietat d'ECO, i es feia amb 6.000 entrevistes. El van comprar al voltant de 10 empreses. Es va anomenar ja "Estudi General de Mitjans". Va durar un parell d'anys.
L'EGM neix veritablement l'any 1968. Un grup d'empreses en el qual predominaven les agències i els anunciants amb la incorporació d'algun mitjà (22 empreses en total) tracta de reforçar i consolidar definitivament un estudi d'audiències -amb cert suport logístic de la AEA- i encarrega a l'Institut ECO una feina que es faria en 8 onades de 4.000 entrevistes cadascuna per un període de dos anys. El seu preu va ser de 10 milions de pessetes. Aquest és ja l'Estudi General de Mitjans que, evolucionat i millorat, encara perdura. Una Comissió Gestora i una Comissió Tècnica són les encarregades de dirigir-lo i -eventualment- treure-ho a concurs. El 1973, per exemple, la realització de l'EGM s'encarrega a METRA SEIS.
L'any 1975, en una "Assemblea General de copropietaris" (eren 51 en aquest moment), se li dona estructura jurídica de societat anònima. Va ser llavors un estudi i una societat: Estudi General de Mitjans S.A., de la qual -per qüestions de simplicitat processal dels socis- eren persones individuals en representació de les seves empreses. Hi ha, per descomptat, un Consell d'Administració, es nomena un director gerent, es contracta una secretària, i s'instal·la en un local propi. I el que importa més és que l'EGM se segueix fent ininterrompudament: ECO torna a guanyar el concurs; l'any 1982 se li adjudica a Saltes, però de seguida torna a ECO.
A principis dels anys 80 l'EGM es promou fortament entre els mitjans per aconseguir que aquests participin en sufragar els costos d'investigació de les seves audiències, cosa que fins aquell moment no succeïa i que, a poc a poc, amb el suport especial de la AEAP, s'aconsegueix.
I al final de la dècada, el 20 de juliol de 1988, el Ministeri de l'Interior visa i registra els Estatuts de l'Associació per a la Investigació de Mitjans de Comunicació, amb la qual cosa l'estructura jurídica de l'entitat propietària de l'EGM, va quedar més adequada als seus objectius i característiques: "la investigació de les audiències dels diferents mitjans de comunicació i la distribució dels seus informes entre els seus associats, sense ànim de lucre i responent a principis democràtics en la seva organització i funcionament". L'AIMC és una associació que produeix l'EGM i altres estudis i treballs. És la propietària de les dades, i compta amb els seus propis òrgans tècnics i de govern.
L'any 1998 es commemora el 30è aniversari del naixement de l'EGM, realitzant-se des AIMC diversos actes i accions especials.
Amb l'inici del nou segle, neix l'EGM Ràdio XXI, ampliació mostral monomèdia relativa exclusivament a la ràdio. Realitzat mitjançant entrevista telefònica és una prolongació de l'EGM amb el qual agrupa les seves entrevistes. El porta a terme l'Institut IMOP Insights, des dels seus inicis, en la 3a onada de 2000.
El 2002 es produeix un canvi important en la història de l'EGM amb la implantació del sistema CAPI (Computer Assisted Personal Interviewing) de recollida d'informació, és a dir, la substitució del qüestionari en paper per la seva implementació en un ordinador tipus tauleta, passant a ser el primer estudi d'audiència en el món que introdueix la tauleta en el mesurament. Coincidint amb la instauració del CAPI es reparteix el treball de camp entre tres instituts: el propi ECO que el realitzava fins llavors, TNS/Demoscopia i AC Nielsen.
L'any 2004, fruit del conveni de col·laboració subscrit entre AIMC i les entitats públiques i operadores privades del medi ràdio a Catalunya, neix l'EGM Ràdio Catalunya, una nova ampliació mostral, també telefònica, específica per al medi ràdio a Catalunya, que es suma a la ja existent de l'EGM Ràdio XXI. També la realitza l'institut IMOP des dels seus començaments.
Seguint el model de l'EGM Ràdio XXI, altres mitjans van anar incorporant les seves pròpies ampliacions mostrals monomèdia: diaris (EGM Premsa, des de la 1a onada de 2006, telefònica, IMOP), revistes (EGM Revistes, que va començar a la 1a onada de 2008), entrevistes personals, Ipsos) i televisió (EGM TV, iniciada a la 3a onada de 2008, telefònica, amb l'Institut Dym).
El 2008, coincidint amb la celebració del 40è aniversari de l'EGM i del 20è de AIMC, es posa en marxa un nou model d'investigació EGM consistent en la combinació d'un estudi multimèdia de 30.000 entrevistes amb els estudis monomèdia. El nou model es completa amb la integració dels diferents estudis per a la seva explotació conjunta mitjançant un procediment de fusió de fitxers.
En l'actualitat, el treball de camp de la part multimèdia de l'EGM és dut a terme per dos instituts: Random i Ipsos. De les ampliacions mostrals telefòniques per als mitjans ràdio, diaris i televisió s'encarrega l'institut IMOP. I, finalment, l'ampliació mostral personal "face to face" per al medi revistes la realitza també l'institut Ipsos.

## Característiques tècniques
És un estudi poblacional. No es tracta de representar els lectors, o els oients, o els espectadors, sinó que busca una representació adequada de la població, mitjançant una mostra a la qual s'interroga, entre altres coses, sobre el seu comportament en relació al consum de mitjans. La representació dels lectors, oients o espectadors és més una conseqüència que una premissa.
En el seu model actual és un estudi que combina diferents fonts d'informació (multimèdia-monomèdia), aportant al mercat un "dada única" que, al final del procés, preveu per a cada individu el seu comportament respecte als diferents mitjans. La realitat social és multimèdia, com ho és també en la seva major part la realitat publicitària i aquesta és l'òptica a la qual, amb diferents solucions que parteixen de molt diferents antecedents, estan convergint en tot el panorama internacional del mesurament d'audiències.
És un estudi anual. El disseny mostral és anual, encara que es divideixi posteriorment en tres parts de la mateixa mida i composició; el cicle mostral només es completa en un any d'investigació. És important tenir aquest fet en compte a l'hora d'analitzar els resultats, ja que depenent de l'àmbit al qual es refereixin, pot haver-hi en una onada concreta estrats o segments de població -i conseqüentment audiència de suports, sobretot locals- infra o sobre-representats que només adquireixen el seu veritable valor de representació en el resultat anual.

## Usos i utilitats
Resulta difícil fer una descripció dels usos i utilitats que es poden donar i extreure de l'EGM. La quantitat d'informació recopilada és enorme, en extensió i en volum; les possibilitats d'explotació ho són molt més. Depèn llavors més de la capacitat creativa i d'anàlisi de l'expert per gestionar l'instrument EGM que l'EGM mateix.
No obstant això, podem sistematitzar els usos, almenys els més obvis i per això més freqüents:

### Per l'anunciant
- Informació sobre el seu consumidor.
- Volum de mercat, almenys en termes de consumidors.
- Determinació de targets de producte.
- Relació entre el consum de productes i el de mitjans.
- Anàlisi de campanyes.
- Oportunitats publicitàries.

### Per a l'agència de publicitat, de mitjans o consultor
- Determinació de targets publicitaris.
- Estratègia de mitjans.
- Selecció de suports / construcció de campanyes.
- Avaluació de campanyes, pròpies i de la competència.
- Optimització publicitària.
- Nous negocis.

### Per al medi
- Màrqueting de producte: és l'estudi de base del seu mercat, a partir del qual es poden definir estratègies de posicionament, anàlisi de competència, determinació de buits de mercat, confecció de graelles de programació (mitjans audiovisuals), etc.
- Màrqueting publicitari: establiment de tarifes, estratègies comercials, captació de nous recursos i planificació.

Tal com s'ha comentat, les possibilitats de tractament de la informació són nombroses. És difícil trobar una investigació amb tant potencial d'explotació d'informació com l'EGM.

## Temes tractats
El qüestionari està dividit en seccions corresponents als següents apartats:
- Dades de classificació (socio-demogràfics).
- Mitjans: premsa diària, suplements, revistes, cinema, ràdio, televisió, internet i exterior.
- Equipament de la llar.
- Consum de productes.
- Estils de vida.

El detall dels temes tractats és com segueix:

### Sobre els mitjans
La informació que es recull sobre els mitjans respon al següent esquema:
- Audiència de l'últim període.
- Hàbits d'audiència.
- Qualificació de l'audiència.

L'audiència de l'últim període es correspon amb la de l'últim període d'aparició del suport, és a dir:
- "Ahir" per diaris, ràdio, televisió i internet.
- "Darrera setmana" per Suplements, Revistes setmanals, cinema i Exterior.
- "Últims quinze dies" per a Revistes Quinzenals.
- "Últim mes" per a Revistes Mensuals.
- "Últims dos mesos" per a Revistes Bimestrals.

La qualificació de l'audiència ve donada per informacions complementàries, com, per exemple, quantitat llegida, lloc o manera de lectura, temps dedicat a la lectura en mitjans impresos; lloc d'escolta a ràdio; lloc de visionat en televisió; freqüència d'accés a internet; anar amb nens al cinema o visionat en pantalla digital en exterior.

### Equipament
Es tracta de recollir dades de l'equipament general de la llar, -que poden ser utilitzats com a indicadors d'estatus-, amb especial èmfasi en la part de l'equipament relativa als mitjans (televisor -nombre, tipus i característiques-, televisió de pagament, DVD, connexió a Internet, tauleta, smartphone, etc.).

### Consum
Informació sobre el nivell de consum de més de 20 productes de consum de la llar, sent demanada exclusivament en les entrevistes en què l'entrevistat sigui responsable de les compres habituals de la llar.

### Estils de vida
Informació sobre una sèrie d'aspectes diversos, d'usos i comportaments que s'engloben sota aquesta denominació genèrica i es refereixen a temes de banca / assegurances, dades de l'habitatge, oci / vacances, desplaçaments, compres, etc.
Convé assenyalar que no pretén ser un estudi d'estils de vida, sinó recollir algunes característiques d'estils de vida que poden ajudar a discriminar eficaçment el consum de mitjans.

## Recollida d'informació
La informació de la part multimèdia de l'EGM es recull per mitjà d'una entrevista personal a la llar de l'entrevistat utilitzant tècnica CAPI (Computer Assisted Personal Interviewing), és a dir, mitjançant la implementació de l'entrevista en un ordinador, en aquest cas, tipus tauleta.
El treball de camp està encomanat a dos instituts: Random i Ipsos.
Per a la part d'entrevistes telefòniques (CATI) de les ampliacions monomèdia de ràdio, diaris i televisió, el treball de camp el realitza l'institut IMOP Insights.
I de l'ampliació monomèdia per a revistes (entrevistes personals - CAPI) se n'encarrega també l'institut Ipsos.
Les entrevistes són realitzades per un equip d'entrevistadors especialment entrenats per a la realització de l'EGM, mitjançant qüestionari estructurat i tancat gairebé íntegrament, amb codificació posterior a gabinet.
En les entrevistes personals (part multimèdia i ampliació monomèdia per a revistes), per mitjans impresos i per a llocs d'internet, es mostra en pantalla a l'entrevistat la reproducció a escala del logotip com a ajuda al record. També s'utilitza la presentació d'imatges en altres apartats del qüestionari com televisió o medi exterior.
Totes les ampliacions mostrals telefòniques tenen una part de les seves entrevistes realitzades a "llars exclusivament mòbils", és a dir que disposen d'algun telèfon mòbil, però no disposen de telèfon fix. La resta de les entrevistes es realitza per mitjà de trucades bé als telèfons fixos de llars, o bé a telèfons mòbils de persones que disposen de telèfon fix al seu habitatge.

## Inspecció
Les entrevistes són supervisades per l'Institut encarregat de la realització del treball de camp, però a més, un 10% és supervisat directament per AIMC, amb un equip d'inspecció propi a fi de comprovar la correcta aplicació dels mecanismes d'aleatorietat en el seguiment de rutes i en la selecció de les unitats últimes de mostreig, així com la verificació de la informació recollida.
La supervisió de la part presencial inclou el desplaçament dels supervisors fins al domicili de l'entrevistat per comprovar la veracitat de les dades de l'entrevistat i les seves respostes. Les entrevistes telefòniques són supervisades directament durant la realització de les mateixes per mitjà de l'escolta en directe de la conversa d'entrevistat i entrevistador. Finalment, a requeriment d'un o diversos associats, els qüestionaris són ocasionalment sotmesos a una nova comprovació, posterior a la tabulació de resultats, per part del(s) associat(s) que així ho requereixin. Aquest procés suposa un permanent control de qualitat sobre qualsevol de les fases d'elaboració de l'EGM.

## Equilibratge
La mostra de l'EGM es reparteix amb criteris fonamentalment proporcionals. No obstant això, a més dels desajustos propis que la realització del treball de camp imposa, hi ha factors de desproporcionalitat en el disseny de la mostra, com ara:
- Ampliacions de mostra en certes comunitats.
- Existència d'un mínim mostral provincial.
- Lleugera desproporció en favor de municipis de més de 50.000 habitants i capitals de província.

Tota aquesta aproporcionalitat és corregida per mitjà d'un procés d'equilibratge que, abans d'iniciar el procés de fusió, s'aplica separadament tant a les entrevistes de la part multimèdia de l'EGM com a les procedents de les ampliacions monomèdia per ràdio, diaris, revistes i televisió, en cinc processos independents.

## Entrega de resultats
Els resultats de la investigació, reservats als associats, presenten diverses possibilitats:

A cada onada, a partir del dia establert, els associats, identificant-se mitjançant la seva corresponent clau, tenen a la seva disposició a la pàgina web d'AIMC els resultats de l'EGM. Gran quantitat de taules, totes elles exportables a full de càlcul Excel per facilitar-ne el seu ús i tractament per part dels associats. Les taules corresponen, d'una banda, a l'onada i, d'altra, a la pròpia onada més l'acumulació amb dues onades anteriors, és a dir, una acumulació anual mòbil. Els resultats expressen l'audiència de mitjans i suports (així com la informació relativa a l'equipament de la llar, els consums i els estils de vida), en valors absoluts i percentatges de penetració per segments de població (variables sociodemogràfiques) i perfils de l'audiència, tot això per a dos universos d'individus i de llars / mestresses de casa. D'altra banda, dies més tard, la mateixa informació també es distribueix a associats integrada en un CD-ROM. 

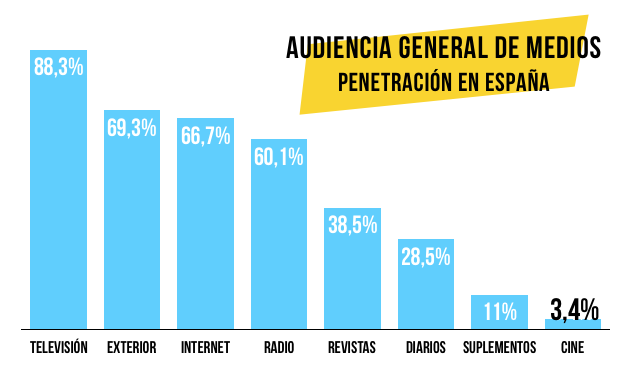
Gràfica que mostra els resultats de l'audiència a Espanya de 2015. Observem com era la relació i el comportament dels espanyols envers els mitjans de comunicació l'any 2015.

Amb independència de la distribució de resultats descrita, tota la informació continguda en l'EGM queda disponible per als associats perquè cadascú pugui accedir per realitzar les tabulacions que, en cada cas, les necessitats individuals d'informació requereixin. A més d'aquest "fitxer" base per tabulació, a partir de la combinació de l'audiència de l'últim període amb els hàbits mitjançant algoritmes matemàtics, s'obté, per a cada individu, la seva probabilitat de contacte amb tots i cadascun dels suports de cada mitjà continguts en la investigació, de manera que es disposa d'un "fitxer probabilitzat" (expressat en termes de probabilitat de contacte), susceptible de ser tractat pels diversos programes de planificació existents al mercat, que permet obtenir rànquings de suports, construcció i avaluació de campanyes, distribució de contactes, optimitzacions, etc. Ens trobem, doncs, amb una informació de base que pot ser sotmesa a tractament en una sèrie de combinacions d'explotació pràcticament il·limitades, de manera que cada explotació sigui feta "a mida" de les necessitats d'informació que cada associat requereixi, tant per als fitxers d'onada com per a cada acumulat mòbil o acumulat d'any natural.

## Calendari 2018
|                                            | 1a onada    | 2a onada   | 3a onada       |
| ------------------------------------------ | ----------- | ---------- | -------------- |
| Inici del treball de camp                  | 10 de gener | 4 d'abril  | 5 de setembre  |
| Final treball de camp EGM personal (CAPI)  | 13 de març  | 5 de juny  | 6 de novembre  |
| Final treball de camp EGM telefònic (CATI) | 20 de març  | 12 de juny | 13 de novembre |
| Entrega dels resultats a associats         | 18 d'abril  | 27 de juny | 29 de novembre |